# Rhodochlora tornistriga
Rhodochlora tornistriga es una especie de polilla de la familia Geometridae. La especie fue descrita por primera vez por Louis Beethoven Prout habiendo sido descrita en 1932, con distribución en Colombia. El lectotipo de la especie fue descrita en el Monte Líbano, a una altitud de 3200 m sobre el nivel del mar.